# Casa Puig i Cadafalch
Casa Puig i Cadafalch és una casa modernista d'Argentona (Maresme) declarada bé cultural d'interès nacional. Fou la casa d'estiueig del conegut arquitecte i president de Catalunya Josep Puig i Cadafalch. Construïda entre 1897 i 1905. Es troba al carrer de Dolors Monserdà, 3-5, tocant a la plaça de Vendre, al municipi d'Argentona, al Maresme.

## Descripció
La casa és envoltada per un jardí amb una tanca de maó i reixes de ferro Per tal com havia d'ésser una casa d'estiu aïllà les façanes de migdia i de ponent amb unes de noves, paral·leles a les primitives, deixant-hi galeries entre elles per tal de minvar l'efecte de la insolació. Mentre Puig hi va viure les façanes eren tapades per heures i una parra. L'interior presenta innombrables racons i raconets, diferències de nivell, perspectives allargassades i punts de vista estrets i prims amb transparències filtrades per reixes i cortinatges, àdhuc vegetals.

## Història
L'any 1897 Puig i Cadafalch demanà el permís per tal de realitzar la modificació de tres cases adjuntes que havia adquirit al carrer de Dolors Montserdà de la vila d'Argentona, on tenia prevista la seva residència temporal. D'aquestes tres cases velles Puig i Cadafalch en feu una de sola però aprofità les parets antigues, que no s'unien en angle recte en cap racó. Com en altres casos, no signà ell mateix els plànols. Ho feu, com en la casa Coll i Regàs de Mataró, Antoni Maria Gallissà, deixeble predilecte i ajudant d'Elies Rogent. Tanmateix, ho hauria pogut fer el propi Puig, ja que la seva dimissió del càrrec d'arquitecte municipal de Mataró, per bé que recent, ja s'havia produït.
Durant el mes de desembre de 2010 va caure una glorieta dels murs que envolten la finca. A principis de febrer de 2011 els Maulets d'Argentona dugueren a terme una acció simbòlica denunciant el mal estat de l'edifici. El mes de gener de 2012 es va fer públic que l'Ajuntament d'Argentona expropiarà la finca, gràcies a un crèdit de 246.000 euros provinent de la Generalitat de Catalunya. A principis de 2018 van acabar els treballs de rehabilitació de l'edifici, que van recuperar la façana original de l'immoble.